# Вербеке, Грейс
Грейс Вербеке (нидерл. Grace Verbeke, род. 12 ноября 1984, Руселаре, Фламандский регион) — бельгийская шоссейная велогонщица.

## Биография
Вербеке происходит из спортивной семьи. Ее отец был триатлонистом, а мать — заядлой велосипедисткой. В детстве она с шести лет плавала на соревнованиях, занималась легкой атлетикой и в конце концов занялась велоспортом. Своих первых успехов она добилась в юниорском велоспорте. Она не оставила учебу и получила степень бакалавра по ортопедии. С 2007 по 2010 год являлась членом женской команды Lotto-Soudal Ladies. Первые два года она совмещала это с работой на полставки в доме престарелых. В феврале 2007 года она бросила работу, чтобы стать профессиональной велогонщицей.
Принимала участие на чемпионатах мира шоссейному велоспорту 2007, 2008, 2009, 2010 и 2011 годов.

## Несчастный случай
В октябре 2011 года Вербеке получила серьёзные травмы в результате столкновения с лёгким грузовиком.

## Достижения
2009
Тур Лимузена
1-я в генеральной классификации
1-й этап
2-я на Туре Ардеш
2-я на Гран-при Эльзи Якобс
3-я на Хроно Шампенуа
2010
 Чемпионат Бельгии — индивидуальная гонка
Тур Фландрии
Холланд Хилс Классик
3-я на Омлоп Хет Ниувсблад
2011
Финал Кубка Лотто — Бреендонк
Дварс дор де Вестхук
2-я на Чемпионат Бельгии — индивидуальная гонка
2-я на Трофео Коста Этруска I
3-я на Туре Лимузена

### Статистика выступления наГранд-турах
| Гонка / Год          | 2007 | 2008 | 2009 | 2010           | 2011           |
| -------------------- | ---- | ---- | ---- | -------------- | -------------- |
| Гранд Букль феминин  | —    | 7    | —    | не проводилась | не проводилась |
| Рут де Франс феминин | 10   | 6    | 15   | —              | —              |
| Тур де л'Од феминин  | —    | —    | 15   | —              | не проводилась |
| Джиро д’Италия Донне | —    | —    | —    | —              | DNF            |

### Рейтинги
| Год                 | 2009 | 2010 | 2011 | 2012 | 2013 | 2014  |
| ------------------- | ---- | ---- | ---- | ---- | ---- | ----- |
| Мировой рейтинг UCI | 13-й | 9-й  | 19-й | -    | -    | 421-й |
| Мировой кубок UCI   | 9-й  | 7-й  | -    | -    | -    | -     |
|                     |      |      |      |      |      |       |
| Источник: UCI       |      |      |      |      |      |       |